# Austromegabalanus psittacus
El picoroco (Austromegabalanus psittacus) es un crustáceo cirrípedo de la familia Balanidae,  que habita las costas de Chile, el sur de Argentina y el sur de Perú. En su vida larval, pasa un tiempo en la columna de agua, se asienta, sufre metamorfosis y, posteriormente en su vida adulta, vive fijo a un sustrato. Son animales filtradores omnívoros y no requieren de alimentación complementaria.

## Morfología

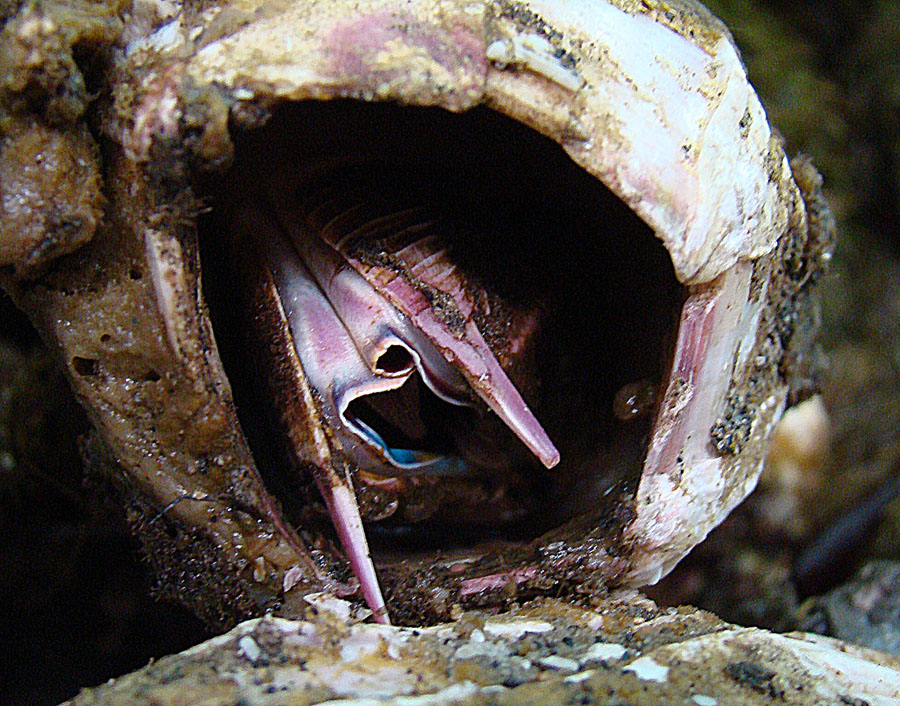
Vista de un picoroco asomando a través de su concha.

A pesar de ser semejante a un molusco, por poseer y estar protegido por una estructura similar a una especie de concha; es en realidad un crustáceo de la clase de los Cirripedia, como el percebe. 
Como todos los cirrípedos, el picoroco es morfológicamente muy distinto al resto de los crustáceos, es un organismo sésil que vive en colonias. Posee una envoltura robusta y firme compuesta por placas murales en forma cilíndrica. En la parte anterior posee una abertura rostral, por donde asoman las valvas operculares. En su interior, se encuentran las gónadas y el músculo abductor. Es de color blanco con incorporaciones de color violeta y pardo.

## Reproducción
Se trata de organismos hermafroditas simultáneos, con apareamiento cruzado, donde el ejemplar que actúa de hembra es fecundado por el macho. La hembra retiene los huevos en su interior por alrededor de 3-4 semanas, para dar origen a larvas libres nadadoras en estado de nauplio. La hembra incuba todo el desarrollo de embriones dentro de su cavidad hasta la primera etapa de larva. Tienen 6 etapas nauplio donde nadan libremente en el plancton. Posterior a esto, cuando han transcurrido alrededor de 45 días se obtiene la larva cipris que es característica de los cirrípedos. Una vez alcanzado este estado, la larva mide 1mm. y se asienta en un sustrato.

## Distribución
El picoroco habita la costa sur de Perú, la costa de Argentina y de Chile, donde se da a lo largo de toda la costa chilena. Sin embargo los mayores desembarques se dan en la Región de Los Lagos (Chile), principalmente en las localidades de Calbuco, Carelmapu y Puerto Montt.

## Gastronomía y explotación comercial

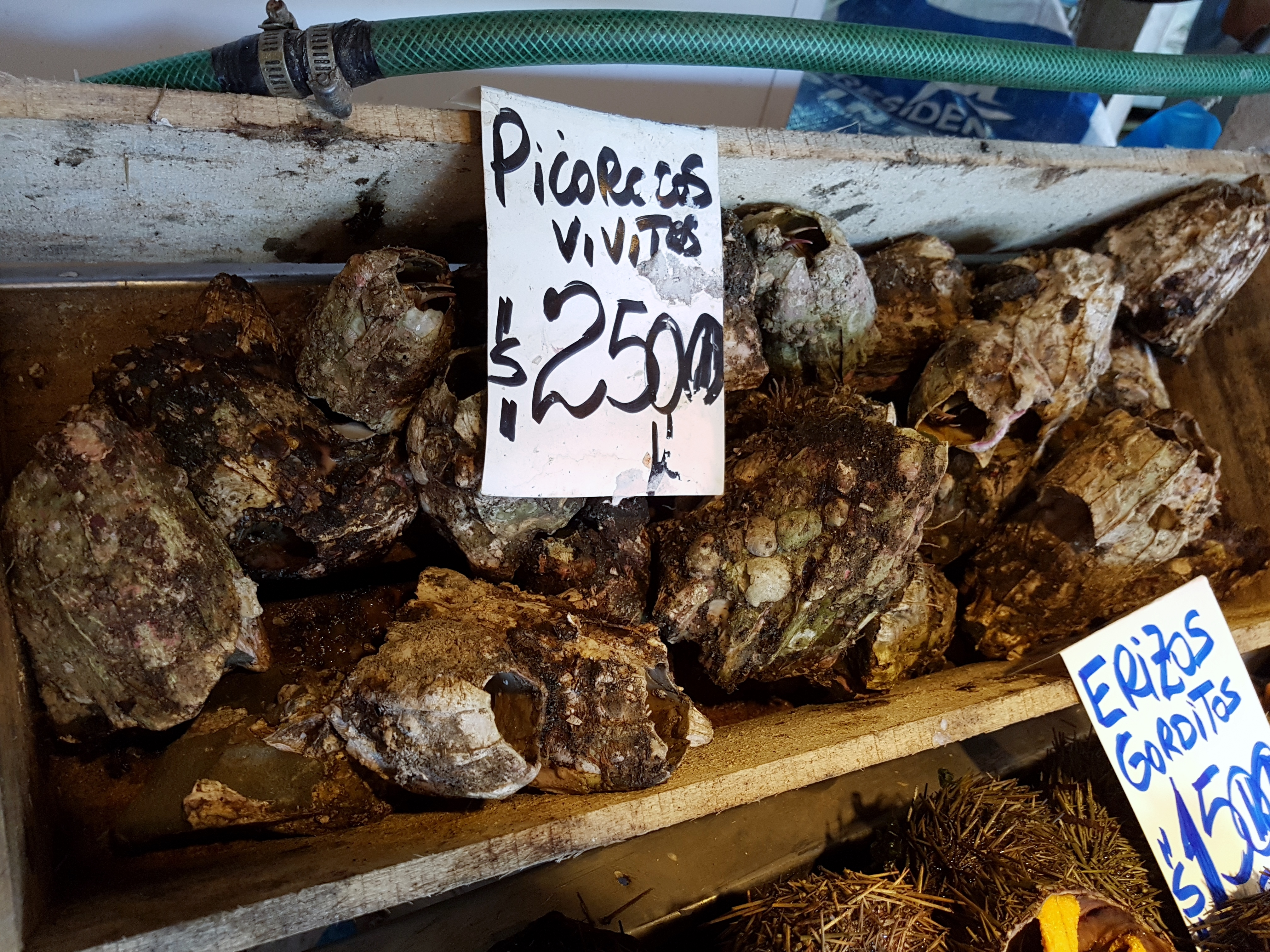
Venta de picorocos en el Mercado Central de Santiago.

El picoroco es consumido tradicionalmente en la gastronomía chilena. Su carne es muy apreciada y es uno de los ingredientes del tradicional curanto chileno. Es una de las pocas especies de  cirrípedo consumidas como alimento, siendo la otra más conocida el percebe (Pollicipes pollicipes) en España, Francia, Portugal y Marruecos.
En la actualidad existen proyectos para el cultivo del picoroco en la costa de Chile, ya que el descenso de las poblaciones como consecuencia de la sobreexplotación ha limitado su potencial comercial.